# 常德 (繙譯進士)
常德（？—1839年），字筠溪，索綽羅氏，满洲正红旗人，清朝政治人物、繙譯進士。
嘉慶十年（1805年），登繙譯進士，授盛京戶部主事。嘉慶十八年（1813年），任禮部主事。嘉慶二十一年（1816年），升禮部員外郎、四譯館少卿。嘉慶二十四年（1819年），任戶部銀庫員外郎。道光元年（1821年），任甘肅蘭州府知府、直隸熱河道、湖南按察使、直隸按察使。道光二年（1822年），署直隸布政使，實授山西按察使、浙江布政使。道光三年（1823年），任太僕寺卿。道光四年（1824年），以副都統銜，任葉爾羌辦事大臣。道光五年（1825年），署喀什噶爾參贊大臣，因事革副都统衔，降一级留任。道光八年（1828年），任藍翎侍衛、伊犁領隊大臣。道光九年（1829年），以三等侍衛，任烏什辦事大臣。道光十年（1830年），查明喀什噶尔、安集延回人勾结布鲁特人起事缘由，上奏喀什噶尔，英吉沙尔防守情形。道光十一年（1831年），任一等侍衛、葉爾羌辦事大臣，调乌什办事大臣，以副都统衔任塔爾巴哈台參贊大臣。道光十二年（1832年），任伊犁參贊大臣，署伊犁將軍、正紅旗漢軍副都統，与伊犁将军议定巡边章程。道光十三年（1833年），任伯都訥副都統、三姓副都統、塔尔巴哈台参赞大臣。道光十五年（1835年），署鑲黃旗滿洲副都統、鑲紅旗護軍統領、鑲黃旗護軍統領、鑲紅旗滿洲副都統、稽查七倉大臣、山海關副都統。道光十七年（1837年），任江寧副都統。
女一，二等侍卫、镇国将军碩慶嫡妻。